# Strada statale 34 (Polonia)
La strada statale 34 (sigla DK 34, in polacco droga krajowa 34) è una strada statale polacca che attraversa il Paese da Świebodzice a Dobromierz.